# Dragon (Raumschiff)
Dragon ist ein wiederverwendbares Raumschiff des US-amerikanischen Unternehmens SpaceX, das mit der Falcon-9-Rakete gestartet wird. Die erste Version der Dragon-Kapsel (Dragon 1 oder Dragon V1) war nur zum Transport von Ladegut geeignet. Sie war von Dezember 2010 bis April 2020 im Einsatz. Das Nachfolgemodell Dragon 2 wird in der Variante Crew Dragon auch für den Transport von jeweils vier Personen verwendet. Während des Wiedereintritts und der Wasserung kommen ein ablativer Hitzeschild und Fallschirme zum Einsatz. SpaceX betreibt eine Flotte von sieben Dragon-Raumschiffen – drei Frachter und vier Crew Dragon. Sie werden hauptsächlich für Flüge zur Internationalen Raumstation (ISS) eingesetzt.

## Dragon 1

### Aufbau
Die Dragon-1-Kapsel ist 5,3 m hoch und hat einen maximalen Durchmesser von 3,7 m. Einschließlich Nutzlast und Treibstoff wog sie bis zu acht Tonnen. Die Spitze war beim Start mit einer Kappe abgedeckt, hinter der sich der Kopplungsadapter für die ISS befand. Dahinter folgte die 4,2 t schwere und 3,1 m hohe Druckkabine für Nutzlasten. In der Kapsel integriert waren 18 Triebwerke sowie Tanks mit 1290 kg Treibstoff. Der Treibstoff reichte für eine Annäherung und Ankopplung an die ISS sowie die Abkoppelung und die Abbremsung für den Wiedereintritt aus. An die Kapsel schloss sich ein zusätzlicher, 14 m³ großer, hinten offener Hohlzylinder (Trunk) als Stauraum für größere Lasten an; dieser stand nicht unter Druck. An dem zusätzlichen Element waren Solarpaneele und Wärmetauscher angebracht.
Mit der ersten Version der Falcon-9-Trägerrakete konnte Dragon etwa 2,5 t Nutzlast zur ISS transportieren. Der erste COTS-Vertrag sah insgesamt 20 t in 12 Flügen vor, das wären etwa 1,7 t pro Flug gewesen. Mit späteren, stärkeren Versionen der Falcon-9-Trägerrakete (ab Falcon 9 Block 3) wurde die maximale Nutzlast auf etwa 6 t pro Flug gesteigert.
| Raumschiff                  | Progress                    | Space Shuttle mit MPLM                                                 | ATV                         | HTV HTV-X                                     | Dragon 1 Dragon 2                             | Cygnus                                     | Tianzhou                                                                                                  | Dream Chaser  |
| --------------------------- | --------------------------- | ---------------------------------------------------------------------- | --------------------------- | --------------------------------------------- | --------------------------------------------- | ------------------------------------------ | --- | ------------- |
| Startkapazität              | 2,2–2,4 t                   | 9 t                                                                    | 7,7 t                       | 6,0 t 5,8 t                                   | 6,0 t                                         | 2,0 t (2013) 3,5 t (2015) 3,75 t (2019)    | 6,5 t (2017) 6,8 t (2021) 7,4 t (2023)                                                                    | 5,5 t         |
| Landekapazität              | 150 kg (mit VBK-Raduga)     | 9 t                                                                    | –                           | 20 kg (ab HTV-7)                              | 3,0 t                                         | –                                          | – | 1,75 t        |
| Besondere Fähigkeiten       | Reboost, Treibstofftransfer | Transport von ISPR, Transport von Außenlasten, Stationsaufbau, Reboost | Reboost, Treibstofftransfer | Transport von ISPR, Transport von Außenlasten | Transport von ISPR, Transport von Außenlasten | Transport von ISPR, Aussetzen von Cubesats | Treibstofftransfer, Stromversorgung der Raumstation, fest installierte Nutzlasten, Aussetzen von Cubesats |               |
| Träger                      | Sojus                       | STS                                                                    | Ariane 5                    | H-IIB H3                                      | Falcon 9                                      | Antares / Atlas V / Falcon 9               | Langer Marsch 7                                                                                           | Vulcan        |
| Startkosten (grobe Angaben) | 65 Mio. USD                 | 450 Mio. USD                                                           | 600 Mio. USD                | HTV: 300–320 Mio. USD                         | 150/230 Mio. USD (Dragon 1/2)                 | 260/220 Mio. USD (Cygnus 2/3)              | 570 Mio. Yuan                                                                                             |               |
| Hersteller                  | RKK Energija                | Alenia Spazio (MPLM)                                                   | Airbus Defence and Space    | Mitsubishi Electric                           | SpaceX                                        | Orbital Sciences                           | CAST | Sierra Nevada |
| Einsatzzeitraum             | seit 1978                   | 2001–2011                                                              | 2008–2015                   | 2009–2020 ab 2025                             | 2012–2020 seit 2020                           | seit 2014                                  | seit 2017                                                                                                 | ab 2025       |

kursiv = geplant

### Missionsliste
| Nr. | Mission       | Startdatum (UTC)          | Flugdauer    | Trägerrakete  | Startplatz   | Anmerkung                                                              |
| --- | ------------- | ------------------------- | ------------ | ------------- | ------------ | ---------------------------------------------------------------------- |
| 1.  | NASA-COTS 1   | 8. Dezember 2010, 15:43   | 03:19 h      | Falcon 9      | CCAFS SLC-40 | Erfolg                                                                 |
| 2.  | NASA-COTS 2   | 22. Mai 2012, 07:44       | 9 d 07:58 h  | Falcon 9      | CCAFS SLC-40 | Erfolg                                                                 |
| 3.  | SpaceX CRS-1  | 8. Oktober 2012, 00:34    | 21 d 18:48 h | Falcon 9      | CCAFS SLC-40 | Erfolg                                                                 |
| 4.  | SpaceX CRS-2  | 1. März 2013, 15:10       | 24 d 18:25 h | Falcon 9      | CCAFS SLC-40 | Erfolg                                                                 |
| 5.  | SpaceX CRS-3  | 18. April 2014, 19:25     | 29 d 23:40 h | Falcon 9 v1.1 | CCAFS SLC-40 | Erfolg                                                                 |
| 6.  | SpaceX CRS-4  | 21. September 2014, 05:52 | 34 d 13:46 h | Falcon 9 v1.1 | CCAFS SLC-40 | Erfolg                                                                 |
| 7.  | SpaceX CRS-5  | 10. Januar 2015, 09:47    | 31 d 10:31 h | Falcon 9 v1.1 | CCAFS SLC-40 | Erfolg                                                                 |
| 8.  | SpaceX CRS-6  | 14. April 2015, 20:10     | 36 d 21:35 h | Falcon 9 v1.1 | CCAFS SLC-40 | Erfolg                                                                 |
| 9.  | SpaceX CRS-7  | 28. Juni 2015, 14:21      | 2 min 19 s   | Falcon 9 v1.1 | CCAFS SLC-40 | Fehlschlag (Verlust der Kapsel nach Explosion der oberen Raketenstufe) |
| 10. | SpaceX CRS-8  | 8. April 2016, 20:43      | 32 d 22:12 h | Falcon 9 v1.2 | CCAFS SLC-40 | Erfolg                                                                 |
| 11. | SpaceX CRS-9  | 18. Juli 2016, 04:45      | 39 d 11:03 h | Falcon 9 v1.2 | CCAFS SLC-40 | Erfolg                                                                 |
| 12. | SpaceX CRS-10 | 19. Februar 2017, 14:39   | 28 d 00:07 h | Falcon 9 v1.2 | KSC LC-39A   | Erfolg                                                                 |
| 13. | SpaceX CRS-11 | 3. Juni 2017, 21:07       | 29 d 15:04 h | Falcon 9 v1.2 | KSC LC-39A   | Erfolg Erste Wiederverwendung einer Dragon                             |
| 14. | SpaceX CRS-12 | 14. August 2017, 16:31    | 33 d 21:43 h | Falcon 9 v1.2 | KSC LC-39A   | Erfolg                                                                 |
| 15. | SpaceX CRS-13 | 15. Dezember 2017, 15:36  | 29 d 00:01 h | Falcon 9 v1.2 | CCAFS SLC-40 | Erfolg                                                                 |
| 16. | SpaceX CRS-14 | 2. April 2018, 20:30      | 32 d 22:32 h | Falcon 9 v1.2 | CCAFS SLC-40 | Erfolg                                                                 |
| 17. | SpaceX CRS-15 | 29. Juni 2018, 9:42       | 35 d 12:35 h | Falcon 9 v1.2 | CCAFS SLC-40 | Erfolg                                                                 |
| 18. | SpaceX CRS-16 | 5. Dezember 2018, 18:16   | 39 d 10:54 h | Falcon 9 v1.2 | CCAFS SLC-40 | Erfolg                                                                 |
| 19. | SpaceX CRS-17 | 4. Mai 2019, 06:48        | 30 d 14:22 h | Falcon 9 v1.2 | CCAFS SLC-40 | Erfolg                                                                 |
| 20. | SpaceX CRS-18 | 25. Juli 2019, 22:01      | 32 d 22:19 h | Falcon 9 v1.2 | CCAFS SLC-40 | Erfolg Erste Drittverwendung einer Dragon                              |
| 21. | SpaceX CRS-19 | 5. Dezember 2019, 17:29   | 32 d 22:12 h | Falcon 9 v1.2 | CCAFS SLC-40 | Erfolg                                                                 |
| 22. | SpaceX CRS-20 | 7. März 2020, 04:50       | 31 d 14:00 h | Falcon 9 v1.2 | CCAFS SLC-40 | Erfolg                                                                 |

### COTS-Programm
Im Rahmen des COTS-Programms (Commercial Orbital Transportation Services) der NASA wurde die Dragon zunächst umfangreich getestet. Es wurden verschiedene Fähigkeiten des Raumschiffs und der Trägerrakete demonstriert (u. a. Start, automatische Navigation, Andocken an die ISS, Wiedereintritt und Landung). Dazu wurden zwei Demonstrationsflüge durchgeführt.

#### COTS-1

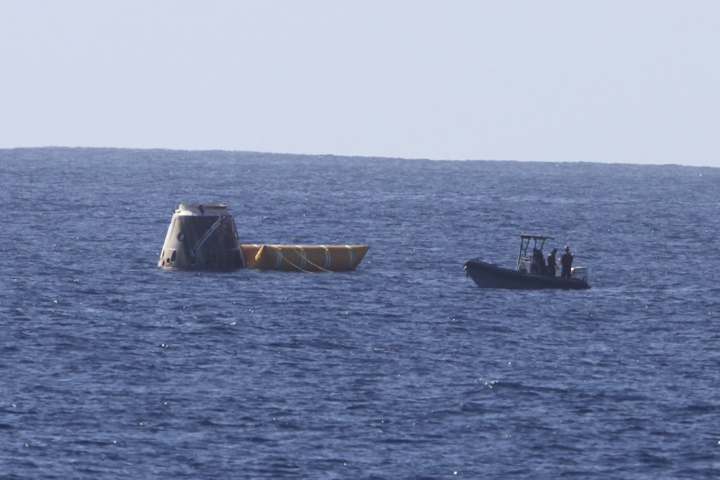
Dragon-Kapsel COTS-1 nach der Wasserung

Mission 1 bestand aus dem Start der Falcon 9 mit Dragon, der Abtrennung von der zweiten Stufe der Falcon 9, dem Empfang von Befehlen und deren Verarbeitung im Orbit und Manövertests. Dieser Flug fand am 8. Dezember 2010 statt. Die Falcon 9 mit der Dragon hob um 15:43 UTC vom Cape Canaveral Launch Complex 40 ab. Nach zwei Erdumrundungen und einer Missionsdauer von 3 Stunden und 19 Minuten fand um 19:02 UTC der Wiedereintritt und westlich von Mexiko die erfolgreiche Wasserung im Pazifik statt. Danach erfolgte die Bergung. Die Mission wurde von SpaceX und der NASA als Erfolg gewertet.
Als Nutzlast war ein Käselaib an Bord, dies in Anspielung auf einen Sketch von Monty-Python.

#### COTS-2

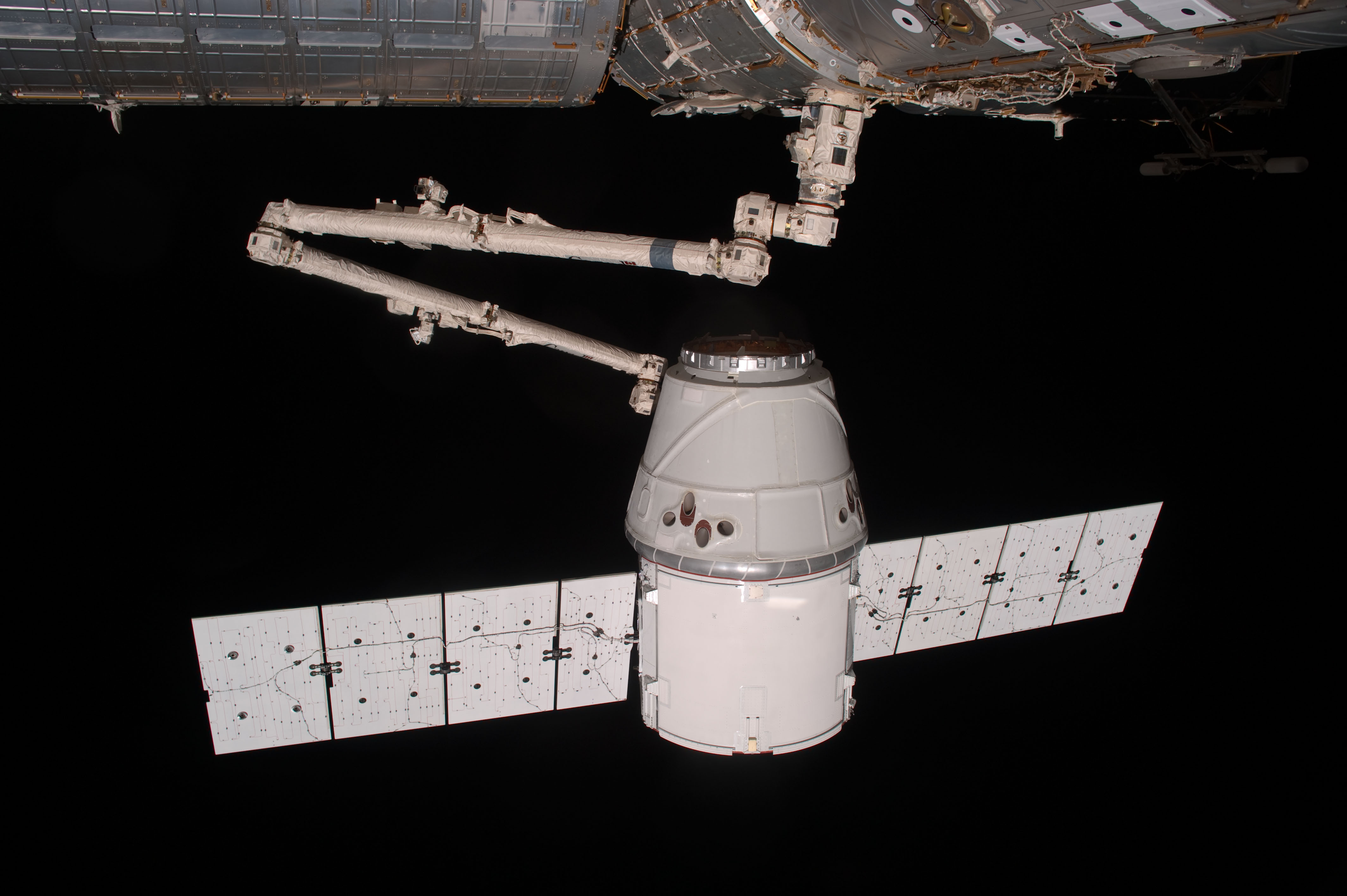
Die Dragon-Kapsel COTS-2 wird durch den Roboterarm der ISS eingefangen.

Der Start der zweiten Mission, die ein Andockmanöver an die Internationale Raumstation beinhaltete, war zunächst für den 19. Mai 2012 geplant. Der Start wurde aber kurz nach Zündung der Erststufe wegen eines zu hohen Brennkammerdrucks in Triebwerk 5, dem mittleren der neun Triebwerke, abgebrochen. Am 22. Mai 2012 um 07:44 Uhr UTC erfolgte dann im zweiten Versuch der Start der Falcon 9. Nach einer Reihe von Tests und komplizierten Manövern näherte sich die Dragonkapsel am vierten Tag der Mission bis auf 10 Meter an die ISS an. Sie wurde dann mit dem Canadarm2-Roboterarm der Raumstation eingefangen und an eine freie Kopplungsstelle des US-amerikanischen Teils der ISS geführt. Dieser Vorgang wurde von Bord der ISS durch die Astronauten Don Pettit und André Kuipers gesteuert. Das Raumschiff transportierte 460 kg Fracht (520 kg mit Transportverpackung) zur ISS und wurde für den Rückflug mit über 600 kg Abfall und nicht mehr benötigten Ausrüstungsgegenständen beladen. Zusätzlich wurden im Auftrag der auf Weltraumbestattungen spezialisierten Firma Celestis mit der zweiten Raketenstufe 308 Aschekapseln ins All befördert.
Am 31. Mai 2012 wurde die Dragonkapsel wieder von der Raumstation getrennt. Nach dem Wiedereintritt in die Erdatmosphäre erfolgte um 15:42 Uhr UTC die Wasserung vor der Küste Niederkaliforniens.

### CRS-Programm

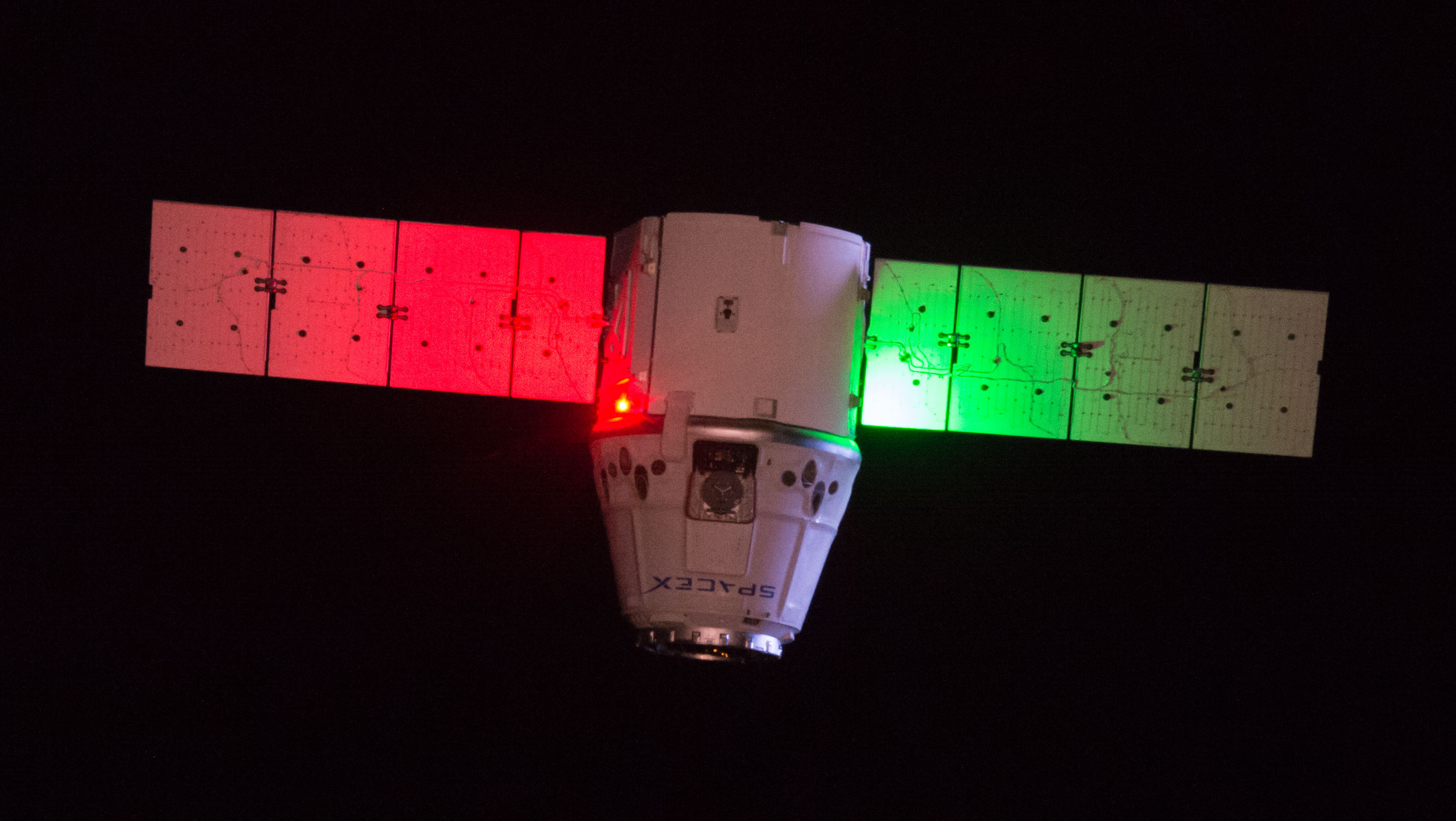
Dragon mit angeschalteten Positionslichtern

Im Rahmen des CRS-Programms wurde SpaceX 2008 von der NASA beauftragt, für 1,6 Milliarden US-Dollar zwölf Dragon-Flüge zur Versorgung der ISS durchzuführen.
Nach Zertifizierung des Raumschiffs im COTS-Programm startete der erste Flug (CRS-1) am 8. Oktober 2012. Dabei kam es nach Angaben von SpaceX kurz nach dem Start zum Ausfall eines der neun Triebwerke der ersten Raketenstufe. Die Rakete konnte jedoch den Ausfall kompensieren und den Orbit erreichen. Der Anflug auf die Raumstation und das Andocken verliefen deshalb wie geplant. Bis Ende 2014 wurden vier Versorgungsmissionen erfolgreich abgeschlossen. Dabei brachte das Raumschiff jeweils auch wissenschaftliches Material und nicht mehr benötigte Ausrüstung zurück zur Erde.
Das US-amerikanische Raumfahrtunternehmen Orbital Sciences Corporation, heute Orbital ATK führt mit der Raumkapsel Cygnus und der Trägerrakete Antares ebenfalls im Rahmen des CRS-Programms Versorgungsflüge zur ISS durch.
Im März 2015 wurde bekannt, dass die NASA für das Jahr 2017 drei zusätzliche Transportflüge mit Dragon-Kapseln in Auftrag gegeben hat. SpaceX beteiligte sich außerdem am Wettbewerb um weitere Versorgungsmissionen im Auftrag der NASA.
Am 28. Juni 2015 kam es im Rahmen des Fluges CRS-7 zu einem Verlust eines Dragon-Raumschiffs. Die Trägerrakete zerbrach nach dem Start in der Luft.
Am 14. Januar 2016 gab die NASA im Rahmen des Commercial Resupply Services 2 genannten Programms weitere Aufträge bekannt. SpaceX bekam für den Zeitraum 2019 bis 2024 einen Auftrag für mindestens sechs weitere Flüge.
Am 3. Juni 2017 wurde mit Flug CRS-11 erstmals ein Dragon-Raumfahrzeug wiederverwendet. Die hier verwendete Raumkapsel war bereits im September 2014 beim Flug CRS-4 im Weltraum. Die erste Stufe der Falcon-9-Trägerrakete landete erfolgreich am Landeplatz LZ-1 in Cape Canaveral.
Ende Juli 2017 wurde bekannt, dass SpaceX beim Start von CRS-12 zum letzten Mal eine neue Dragon-Kapsel der ersten Generation einsetzen will. Auch bei allen nachfolgenden Starts wurden wiederverwendete Raumkapseln verwendet.
Letztmals wurde eine Dragon 1 am 7. März 2020 gestartet; einen Monat später landete sie im Pazifik. Weitere SpaceX-Versorgungsflüge erfolgen mit dem Nachfolgemodell Cargo Dragon 2.

## Dragon 2
Die Dragon 2 wird als Cargo Dragon 2 für den Transport von bis zu 6 t Fracht eingesetzt. Als Crew Dragon kann sie bis zu vier Personen Besatzung und zusätzlich mehreren Tonnen Fracht transportieren. Der unter Druck stehende Teil der Kapsel hat ein Volumen von rund 9 m3.

### Crew Dragon

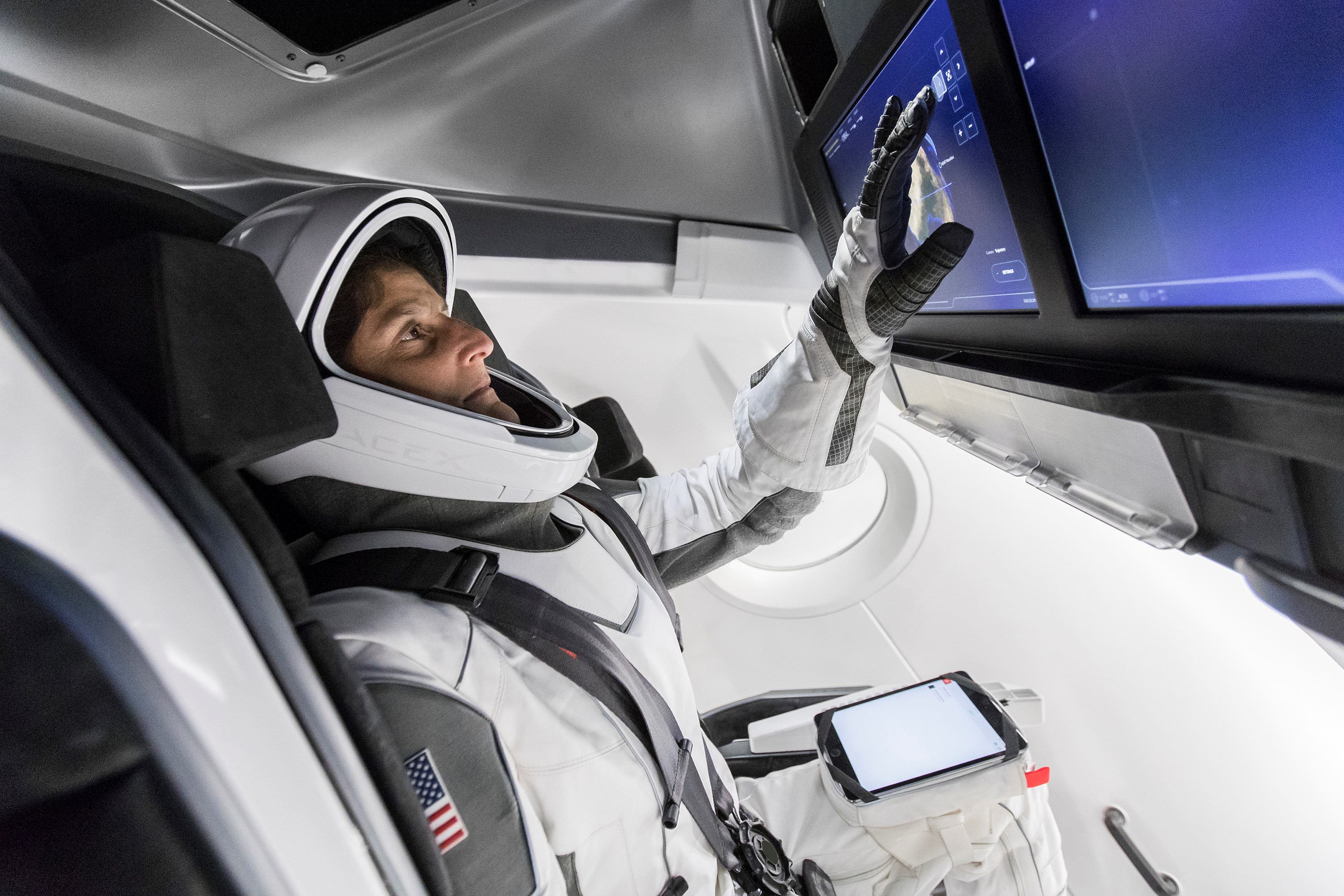
Innenraum einer Crew Dragon

Im Rahmen des CCDev-Programms (Commercial Crew Development) fördert die NASA, die ohne die Space Shuttles keine eigenen bemannten Missionen zum Besatzungsaustausch mehr durchführen kann, die Weiterentwicklung der Dragon zum bemannten Raumschiff. Die bemannte Dragon-Kapsel soll beim Besatzungstransport die Sojus-Kapseln entlasten und eventuell auch zukünftige private Raumstationen anfliegen. Bis zum Juni 2012 wurden die Designstudien des modifizierten Raumschiffs und ein möglicher Ablaufplan für eine bemannte Mission fertiggestellt und an die NASA übermittelt. Am 29. Mai 2014 wurde die Version für bemannte Flüge Dragon V2 enthüllt. Der erste unbemannte Flug wurde am 2. März 2019 mit der Mission SpX-DM1 durchgeführt.  Am 30. Mai 2020 erfolgte der erste bemannte Flug SpX-DM2.
Sowohl die Trägerrakete als auch das Raumschiff wurden von Beginn an auch für den Personentransport ausgelegt. Aus diesem Grund soll die Anzahl der Änderungen hin zu einem bemannten Raumschiff vergleichsweise gering ausfallen.
Das System zur Rettung während der Startphase besteht anders als beim Apollo-Raumschiff nicht aus einem Fluchtturm, sondern ist im Raumschiff integriert. Hierzu wurden seitlich an der Kapsel mehrere schubkräftige Flüssigtriebwerke mit hypergolen Treibstoffen angebracht, welche die Kapsel im Gefahrenfall rasch von der Trägerrakete wegbringen können. Diese Triebwerke sollten ursprünglich auch in Verbindung mit ausfahrbaren Landebeinen zur Landung an Land verwendet werden, Fallschirme wären nur noch zur Sicherheit vorhanden gewesen. Die Pläne für eine Landung mit den integrierten Raketentriebwerken wurde allerdings wieder fallengelassen. Die Risiken, die von Landebeinen, die aus dem Hitzeschild herausragen, ausgehen, wurden als zu groß befunden.

## Dragon XL

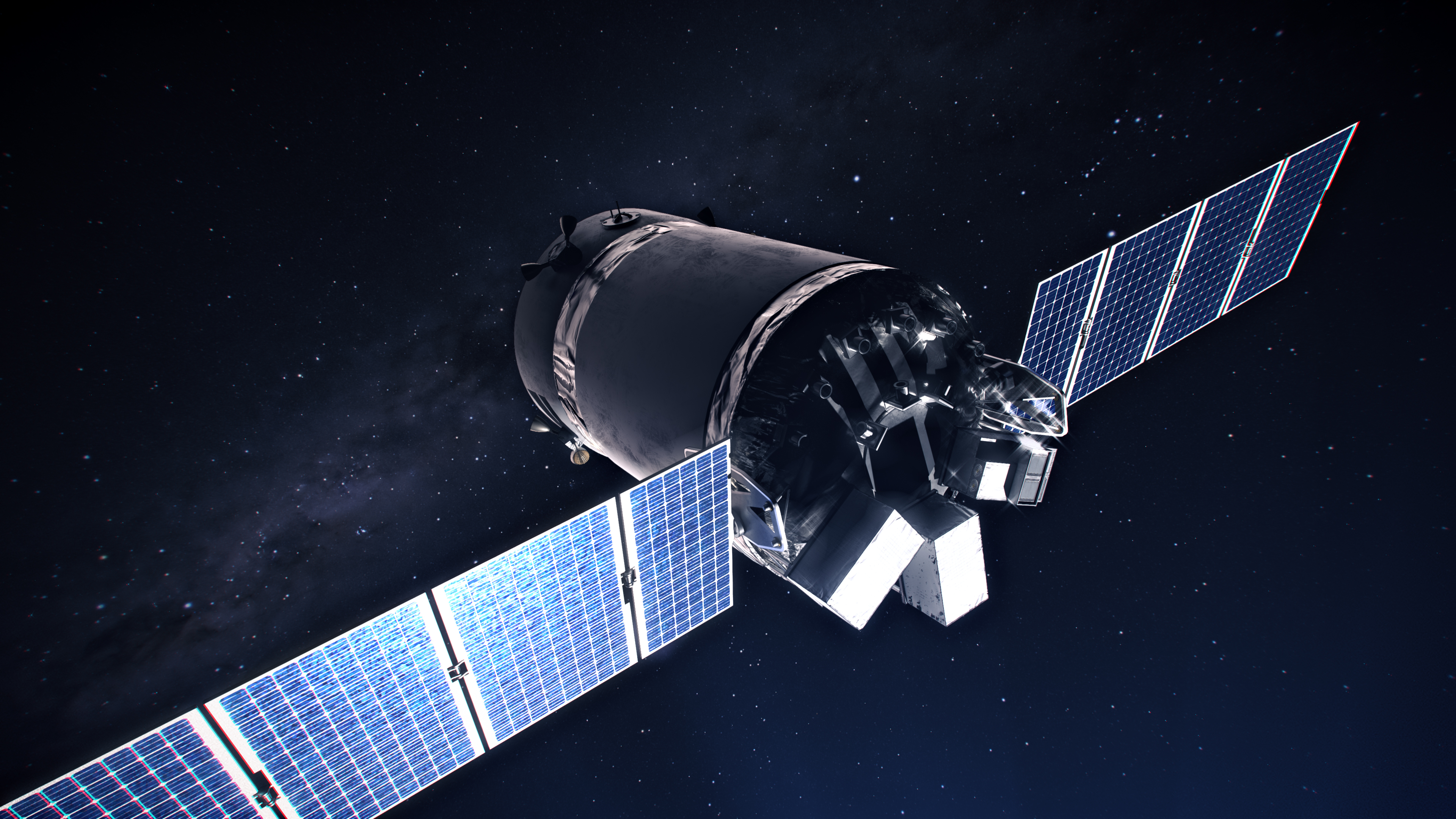
SpaceX Dragon XL

Die Dragon XL ist eine geplante vergrößerte Variante des Transportraumschiffs Cargo Dragon 2. Im Rahmen des Gateway-Logistics-Services-Programms (GLS) soll sie frühestens ab den späten 2020er Jahren die Mond-Raumstation Lunar Orbital Platform-Gateway mit bis zu fünf Tonnen Ladung je Flug versorgen. Als Trägerrakete soll die Falcon Heavy verwendet werden. Die Dragon XL soll jeweils 6–12 Monate am Gateway verbleiben; eine Wiederverwendung ist nicht geplant.

## Red Dragon

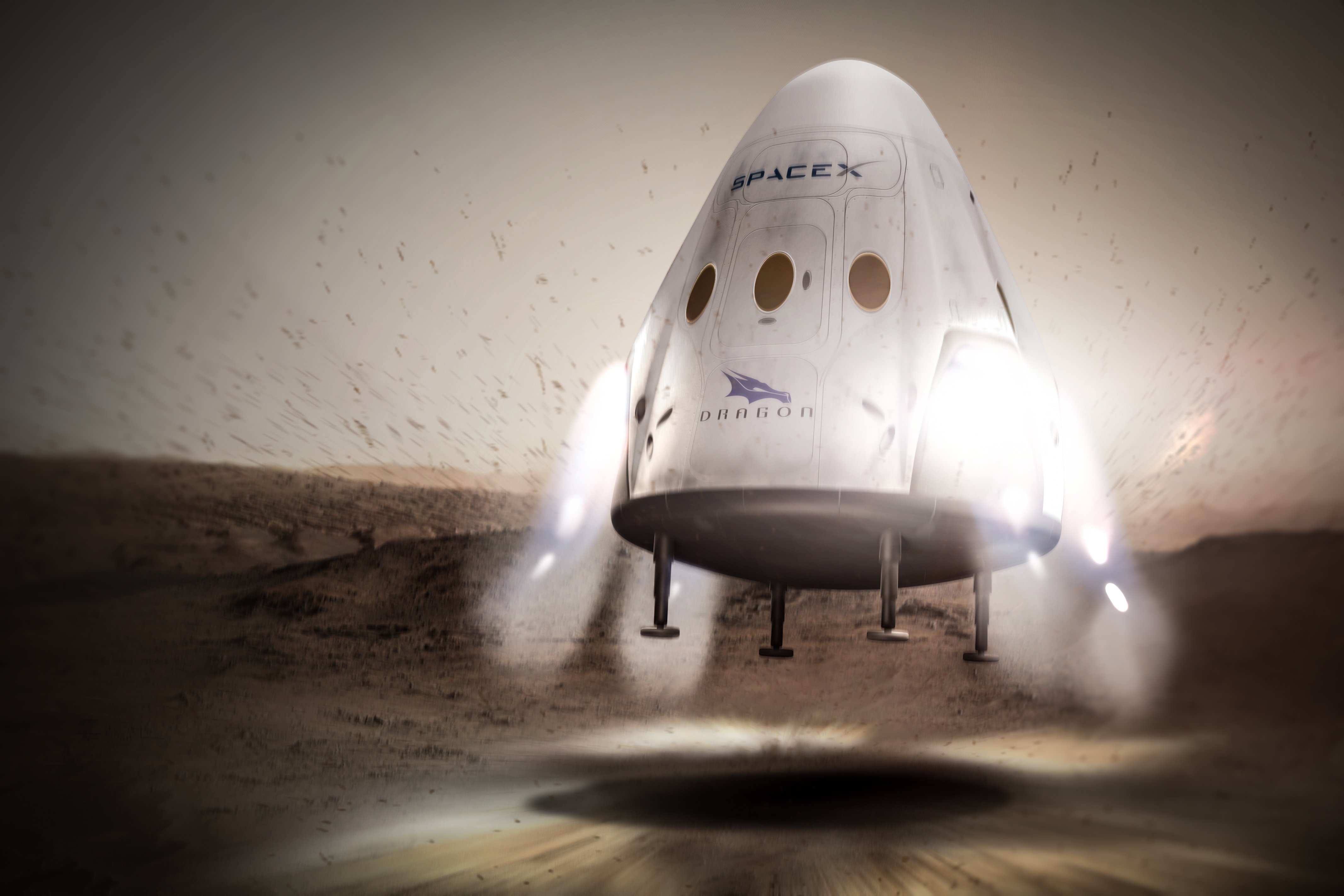
Red Dragon bei der Landung auf dem Mars (künstlerische Darstellung)

Red Dragon war ein Konzept für eine unbemannte Marsmission, basierend auf einer modifizierten Dragon-Kapsel und der Falcon Heavy als Startrakete.
Angedacht war, die Kapsel mit einer Nutzlast von einer Tonne auf der Marsoberfläche landen zu lassen, ohne dafür Fallschirme zu benötigen. Dadurch wären erstmals auch höher gelegene Regionen des Mars erreichbar, in denen eine Landung mit Fallschirmen wegen der dünnen Atmosphäre unmöglich ist.